# وولبراندسهاوزن
وولبراندسهاوزن (به آلمانی: Wollbrandshausen) یک شهر در آلمان است که در گوتینگن واقع شده‌است. وولبراندسهاوزن ۶۵۲ نفر جمعیت دارد.